# Schlesinger (családnév)
A Schlesinger német családnév, jelentése: ’sziléziai’ (Szilézia németül Schlesien).

## Híres Schlesinger nevű személyek
- Schlesinger Ferdinánd (1830–1839) hírlapíró
- Schlesinger Ignác (1810–1849) orvos
- Schlesinger Izrael Dávid (1802–1864) rabbi
- Schlesinger Kolev Feivel rabbi
- Schlesinger Lajos (1864–1933) egyetemi tanár
- Schlesinger Lajos, (Louis Schlesinger) (1827–1898) tábornok
- Schlesinger Miksa (1822–1881) orvos, publicista
- Schlesinger Sámuel (1815–1891) orvos
- Schlesinger Sámuel (1884–1937) főrabbi
- Sigmund Schlesinger (1832–1918) író
- Schlesinger Sulka filantróp
- Schlesinger Vilhelm S. orvostanár

Nevet változtatott személyek
- Sándor Emma (1863–1958) zeneszerző, műfordító, Kodály Zoltán feleséges
- Serényi István (1911–1996) olimpiai negyedik helyezett kézilabdázó
- Sós Endre (1905–1969) újságíró, író
- Szabó Ervin (1877–1918) könyvtáros
- Szende Gizella operaénekes